# Jordanka Błagoewa
Jordanka Błagoewa Iwanowa (bułg. Йорданка Благоева Иванова; ur. 19 stycznia 1947 r. w Gorno Cerowene) – bułgarska lekkoatletka, która specjalizowała się w skoku wzwyż.
Ósma zawodniczka europejskich igrzysk juniorów z 1964 będących pierwowzorem obecnych mistrzostw Europy juniorów. W 1965 zdobyła w Budapeszcie złoty medal uniwersjady. W 1968 zadebiutowała na igrzyskach olimpijskich, podczas których odpadła w eliminacjach. Rok później uplasowała się na odległym miejscu podczas mistrzostw Europy. Sezon 1972 rozpoczęła od zdobycia brązu halowych mistrzostw Europy, a latem została w Monachium wicemistrzynią olimpijską. Po igrzyskach, 4 września 1972, wynikiem 1,94 ustanowiła rekord świata. Bułgarka została w 1973 halową mistrzynią Europy, a w 1976 w Montrealu zdobyła brąz igrzysk olimpijskich. W swoim ostatnim występie na igrzyskach olimpijskich w 1980 w Moskwie odpadła w eliminacjach. Złota medalistka mistrzostw Bułgarii w hali i na stadionie. Reprezentowała swój kraj w pucharze Europy oraz meczach międzypaństwowych.
W ciągu swojej kariery 14-krotnie poprawiała rekord Bułgarii w skoku wzwyż od wyniku 1,64 w 1964 do 1,94 w 1972.
Rekordy życiowe: stadion – 1,94 (4 września 1972, Monachium); hala – 1,92 (11 marca 1973, Rotterdam).

## Osiągnięcia
| Rok  | Impreza                       | Miejsce       | Lokata            | Wynik |
| ---- | ----------------------------- | ------------- | ----------------- | ----- |
| 1964 | Europejskie igrzyska juniorów | Warszawa      | 8. miejsce        | 1,58  |
| 1965 | Uniwersjada                   | Budapeszt     | 1. miejsce        | 1,65  |
| 1968 | Igrzyska olimpijskie          | Meksyk        | el. – 17. miejsce | 1,68  |
| 1969 | Europejskie igrzyska halowe   | Belgrad       | 2. miejsce        | 1,82  |
| 1969 | Mistrzostwa Europy            | Ateny         | 13. miejsce       | 1,68  |
| 1970 | Halowe mistrzostwa Europy     | Wiedeń        | 4. miejsce        | 1,82  |
| 1972 | Halowe mistrzostwa Europy     | Grenoble      | 3. miejsce        | 1,84  |
| 1972 | Igrzyska olimpijskie          | Monachium     | 2. miejsce        | 1,88  |
| 1973 | Halowe mistrzostwa Europy     | Rotterdam     | 1. miejsce        | 1,92  |
| 1973 | Półfinał pucharu Europy       | Warszawa      | 1. miejsce        | 1,92  |
| 1973 | Finał pucharu Europy          | Edynburg      | 1. miejsce        | 1,84  |
| 1976 | Halowe mistrzostwa Europy     | Monachium     | 11. miejsce       | 1,80  |
| 1976 | Igrzyska olimpijskie          | Montreal      | 3. miejsce        | 1,91  |
| 1977 | Halowe mistrzostwa Europy     | San Sebastián | 6. miejsce        | 1,83  |
| 1980 | Igrzyska olimpijskie          | Moskwa        | el. – 16. miejsce | 1,80  |